# Нуралиев, Кахрамон Кулсахатович
Кахрамон Кулсахатович Нуралиев (род. 21 ноября 1964, Термез) — советский самбист, призёр первенств СССР среди юношей и юниоров по самбо, победитель и призёр розыгрышей Кубка СССР по самбо, призёр чемпионатов СССР по самбо, чемпион и призёр чемпионатов Европы, Чемпион спартакиады народов РСФСР по самбо, мастер спорта СССР международного класса. Тренировался под руководством Александра Егоровича Соколова и Е. А. Тюрина. Выступал в лёгкой весовой категории (до 62 кг). Директор "Детско-юношеской спортивной школы борьбы «Олимп» (Тверь).

## Семья
Супруга Наталья Викторовна (1971) — чемпионка мира по самбо, мастер спорта СССР по самбо и дзюдо . Победитель и призёр Первенств СССР по дзюдо. У супругов четыре сына и дочь. Сын Ботыр — призёр первенств России среди юниоров и молодёжи по дзюдо, Призёр Кубка России по дзюдо, Победитель и призёр Кубка Европы по дзюдо, Чемпион и призёр Чемпионатов России, Европы и Мира по универсальному бою, Заслуженный мастер спорта России по универсальному бою. Сын Нурали — Чемпион и призёр Чемпионатов России, Европы и Мира по универсальному бою, мастер спорта России международного класса по универсальному бою. Сын Темурбек — призёр первенства России по дзюдо среди юношей, Серебряный призёр Европейского юношеского Олимпийского фестиваля по дзюдо, Чемпион и призёр Чемпионатов России, Европы и Мира по универсальному бою,  Заслуженный мастер спорта России по универсальному бою.
В 2002 году Нуралиевы стали победителями чемпионата России по спортивному многоборью среди семейных команд «Папа, мама, я – спортивная семья». В 2005 году семья Нуралиевых стала обладательницей Национальной премии «Семья России» в номинации «Семья года – за спортивные достижения». В 2018 году семья была награждена медалью ордена «Родительская слава».

## Выступления на всесоюзных соревнованиях
- Командный Кубок СССР по самбо 1983 года — ;
- Кубок СССР по самбо 1985 года — ;
- Чемпионат СССР по самбо 1985 года — ;
- Чемпионат СССР по самбо 1988 года — ;
- Кубок СССР по самбо 1989 года — ;